# Смолан (Канзас)
Смолан (англ. Smolan) — місто (англ. city) в США, в окрузі Салін штату Канзас. Населення — 162 особи (2020).

## Географія
Смолан розташований за координатами 38°44′16″ пн. ш. 97°41′3″ зх. д. / 38.73778° пн. ш. 97.68417° зх. д. (38.737706, -97.684086). За даними Бюро перепису населення США в 2010 році місто мало площу 0,33 км², уся площа — суходіл. В 2017 році площа становила 0,29 км², уся площа — суходіл.

## Демографія
Згідно з переписом 2010 року, у місті мешкало 215 осіб у 80 домогосподарствах у складі 59 родин. Густота населення становила 648 осіб/км². Було 94 помешкання (283/км²).
Расовий склад населення:
| - 91,2 % — білих - 3,7 % — азіатів - 2,8 % — осіб інших рас |

До двох чи більше рас належало 2,3 %. Частка іспаномовних становила 4,7 % від усіх жителів.
За віковим діапазоном населення розподілялося таким чином: 27,4 % — особи молодші 18 років, 63,8 % — особи у віці 18—64 років, 8,8 % — особи у віці 65 років та старші. Медіана віку мешканця становила 39,8 року. На 100 осіб жіночої статі у місті припадало 115,0 чоловіків; на 100 жінок у віці від 18 років та старших — 119,7 чоловіків також старших 18 років.
Середній дохід на одне домашнє господарство становив 61 550 доларів США (медіана — 42 500), а середній дохід на одну сім'ю — 70 602 долари (медіана — 51 875). Медіана доходів становила 56 875 доларів для чоловіків та 23 750 доларів для жінок. За межею бідності перебувало 10,3 % осіб, у тому числі 10,2 % дітей у віці до 18 років та 0,0 % осіб у віці 65 років та старших.
Цивільне працевлаштоване населення становило 93 особи. Основні галузі зайнятості: освіта, охорона здоров'я та соціальна допомога — 32,3 %, мистецтво, розваги та відпочинок — 16,1 %, виробництво — 14,0 %.